# ニューイングランド・ハイウェイ
ニューイングランド・ハイウェイ（New England Highway）は、オーストラリアのハイウェイ（幹線道路）。ニューサウスウェールズ州ニューイングランドを縦走、クイーンズランド州南域に至る。国道（州政府ではなく、連邦政府がメンテナンスを行う）。

## 沿道の都市
NSW：
- メイトランド
- Branxton
- シングルトン
- マスウェルブルック
- アバディーン
- スコーン
- Murrurundi
- タムワース
- Bendemeer
- Uralla
- アーミデイル
- Guyra
- グレンイネス
- テンターフィールド

クイーンズランド州域 (国道 15)：
- Stanthorpe
- ウォリック

国道42（カニンガム・ハイウェイのウォリック - グンディウィンディ間の番号）：ウォリック と、トゥーンバ の間